# Хехе
Ге́ге також Еге, Кігеге, Екігеге (самоназва: wahehe, вагеге) — народ банту в Східній Африці.

## Загальні відомості
Геге проживають в регіоні Іринга в Танзанії.
Мова геге — геге, одна з мов банту. Подібна до мови кіґоґо, якою розмовляють представники народу ґоґо.
Більшість людей геге дотримуються традиційних вірувань; є мусульмани-суніти та християни; зараз незначна частка растафаріан.
Традиційне заняття геге — ручне землеробство (просо, батат, кукурудза, арахіс, овочі).

## Історія
Про ранню етнічну історію вахехе збереглося мало відомостей. Перші документальні свідчення про народ (у європейських джерелах) датуються сер. XIX ст.. Процес включення у Німецьку Східну Африку був затяжним і супроводжувався збройним спротивом німецьким колоністам з боку хехе на чолі з вождем Мквава (боротьба тривала до 1898 року).

## Демографія
Чисельність народу геге у 2006 році становила 805 000 осіб, разом зі спорідненими бена, поґоло, матумбі, мдемдеум — бл. 1,5 млн осіб.
Станом на 2016 рік чисельнісь геге становить 1 210 000 осіб.